# امیرک بیهقی
ابوالحسن احمد بن محمد عنبری معروف به امیرک بیهقی (درگذشت شوال ۴۴۸ / دسامبر ۱۰۵۶) دیوانسالار غزنوی بود. او از خاندان عنبریان بیهق بود. نیایش ابوزکریا عنبری بود و خواجه ابونصر دبیر، برادر امیرک، صاحب برید ری بود و خواجه ابوالقاسم دبیر، برادر دیگرش، نایب‌رئیس دیوان رسائل. در ابتدا در دیوان رسائل دربار سلطان محمود به دبیری مشغول بود. پس از عزل احمد میمندی، صاحب برید بلخ شد. پس از مدتی که احمد میمندی دوباره وزیر شد، سلطان مسعود امیرک را برکنار کرد ولی به او وعده داد که منصبی بالاتر به او خواهد داد چون خیانتی از او ندیده‌است. در ۴۳۲ ق که سلجوقیان به بلخ حمله کردند، امیرک در دژ ترمذ به مقابله برخاست و در تاریخ بیهق ابن فندق آمده که ۱۵ سال مقاومت کرد، هرچند کلیفورد ادموند باسورث این مدت را مبالغه‌آمیز می‌داند و مدت مقاومت او را حداکثر ۵ سال می‌داند. امیرک چون دید خراسانیان از پیروزی غزنویان بر سلجوقیان ناامید شده‌اند مقاومت را بی‌فایده دید و دژ را تسلیم کرد. چغری بیک (پدر آلپ ارسلان) از امیرک خواست وزیرش باشد، ولی او نپذیرفت. املاکش در بیهق را به ابن شاذان، وزیر چغری بیک، تسلیم کرد و خود به غزنی رفت و ریاست دیوان رسائل یا دبیری آن را پیشه کرد و در اواخر عمر از کار دیوانی کناره گرفت. پسری به نام محمد داشت و در بیهق یک مدرسه ساخت.